# بروس باربر
بروس باربر هو فنان أداء كندي، ولد في 1950 في نيوزيلندا.